# Кластичні відклади
Кластичні відклади (рос. кластические отложения, англ. clastic deposits, нім. klastische Ablagerungen) — уламкові відклади, які складаються з уламкового матеріалу, що утворилися при механічному руйнуванні суші, розмиві дна водойм, карстових процесах (карстові брекчії) та ін. Суміш брил і уламків лавового і шлакового матеріалу, іноді з домішкою осадових порід, називаються вулканокластами.
Кластичні відкладення характеризуються спектром розміру зерен, матеріалом, з якого вони виготовлені, та генезисом.
Розрізняють відклади:
- гідрокластичні — виникли при діяльності вод,
- кріокластичні — виникли при діяльності льодовиків,
- анемокластичні — виникли при діяльності повітря,
- пірокластичні — виникли при діяльності вулканів.